# أكاي كاليداي
أكاي كاليداي (بالإنجليزية: Aquae Calidae) كانت مدينة رومانية بربرية في موريتانيا القيصرية. اكتشفت أثارها قرب مدينة حمام ريغة الحالية بولايةالشلف الجزائرية.